# 楫野剛
楫野 剛（かじの つよし）は、日本の歌手。旧姓迫田剛。
1980年鹿児島県立阿久根高等学校卒業。元敏いとうとハッピー&ブルーのボーカル。ジャーナリストとしても活動中。
2013年1月23日に嶋大輔初プロデュースで「星降る街角　orden version」（3曲A面シングル）をリリース。3曲目は、絆をテーマにした曲を嶋大輔と唄っている。
| スタブアイコン | サブスタブ | この項目は、まだ閲覧者の調べものの参照としては役立たない、歌手に関連した書きかけの項目です。この項目を加筆・訂正などしてくださる協力者を求めています（P:音楽/PJ:芸能人）。 |